# 卡羅爾灣
卡羅爾灣（英語：Carroll Inlet），是南極洲的海灣，位於帕爾默地，處於里德貝格半島和斯邁利島之間，長70公里、寬11公里，在1940年12月22日由美國研究隊發現和命名，現時由南極條約體系管理。

## 外部連結
. . United States Geological Survey.   [2011-10-27].
73°18′S 78°30′W / 73.300°S 78.500°W